# Gabrovnik
Gabrovnik (en macédonien Габровник) est un village du centre de la Macédoine du Nord, situé dans la municipalité de Tchachka. Le village comptait 9 habitants en 2002. Il fait partie de l'Azot.

## Démographie
Lors du recensement de 2002, le village comptait :
- Macédoniens : 9